# 225254 Flury
225254 Flury este un asteroid din centura principală de asteroizi.

## Descriere
225254 Flury este un asteroid din centura principală de asteroizi. A fost descoperit pe 10 septembrie 2009 la Observatorul Teide (telescop OGS, Agenția Spațială Europeană) de către Matthias Busch și Rainer Kresken. Asteroidul prezintă o orbită caracterizată de o semiaxă mare de 2,48 ua, o excentricitate de 0,14 și o înclinație de 11,9° în raport cu ecliptica.